# 王畿 (嘉靖進士)
王畿（1498年—1583年），字汝中，号龍溪，浙江紹興府山陰縣人。明朝哲学家。阳明学派的代表人物，对阳明学有重要发展，并深远影响日本阳明学的形成与发展。其进一步吸纳了道家、佛家的思想方法与成果。

## 生平
正德十四年（1519年）己卯科浙江鄉試第五十六名舉人，嘉靖二年（1523年），王畿拜王阳明为师。 嘉靖五年（1526年）与同学钱德洪（王阳明学生，与王龙溪齐名的哲学家、思想家）同赴會試，中會試第十八名，不就殿试归。嘉靖七年（1528年）王阳明逝世，之后王畿守丧三年。嘉靖十一年（1532年），赴殿试，与钱德洪同登壬辰科三甲二百二十七名进士。吏部觀政，授南京兵部主事，歷升员外郎、郎中，不久称病归。之后讲学四十余年，致力传播研习发展王学，足跡跨越中國的東南各省，在江蘇、浙江、安徽、福建等地都設有講舍。其善於言辭并能打動觀眾，所到之處聽者雲集。他的演講均混有禪機，并不忌諱。學者都稱他為“龍溪先生”。在他以後，很多荒誕不逞的士大夫們都紛紛自稱是“龍溪弟子”。

## 家族
曾祖王可旺；祖父王理，知縣贈監察御史；父王經，中憲大夫貴州按察司副使；母陸氏（封孺人）。永感下。兄朝；廷；國；臣；輔；邦。子應楨（生員）；應斌（武舉、福建都司）；王應吉（萬曆己卯舉人、壬辰進士、中書舍人）。孫繼晃（生員）；繼樸（生員）；繼炳（生員）；繼耀。

## 論良知
在王龍溪看來，良知原本即具備一切倫道德法則，只要循著法則自然發行，人際關係一定正常運作，這就是格物。
格物是致知下手實地；格是天則，良知所本有，猶有所謂天然格式也。
天生蒸民，有 物有則；良知是天然之則，物是倫物所感應之迹。……感應迹上循其天則之自然，而後物得其理，是之謂格物。

（良知）原是無中生有，即是未發之中，此知之前， 更無未發，即是中節之和。此知之後，更無已發，自能收斂，不須更主 於收斂；自能發散， 不須更期於發散。 當下現成， 不假工夫修證而後 得。致良知原為未悟者設，信得良知過時，獨往獨來，如珠之走盤，不 待拘管，而自不過其則也。以篤信謹守，一切矜名飾行之事，皆是犯手做作。
然而龍溪自以為最能發明陽明之學，但是他未經陽明事上的磨練、意志的鍛鍊和深刻的體認，竟掠取他的良知自足論，認為良知當下現成，先天地包含了一切善念，一切發用流行都是良知所使，從而廢除了致良知的道德修養工夫，倘若順著龍溪「良知時時見在」的風格做去，以良知本體無分於未發和已發，良知即是未發之中、即是已發之和，「見本體而工夫自不容已」的任知不拘、蔑視宋儒修養工夫的言論，有可能會誤引人至「虛玄而蕩」、 「情識而肆」（劉蕺山語）的流弊。

## 影響
明中晚期，陽明學因有王畿而風行天下，但也因王畿「不主收斂」的「唯心」空論，造成後學恣肆放縱，言行不顧，甚至 破壞名教，蔑視倫常，走盡禪門，不屬於儒家。明末，東林君子曾探討此流弊的原因，都怪罪于陽明「無善無惡心之體」立教不慎惹的禍。當他們看到王朝內外交困，而王學心學泛濫，士大夫之間競相侈談，只求自反諸心以為學，置天下事於不問，與佛氏之無善無惡，一切都不管， 遺世出家之自私相同。為了矯正王學末流之弊，避虛歸實，遂不期然而 然地走上返朱的道路。

## 外部連結
- 龍溪王先生全集 （页面存档备份，存于）
- 鍾彩鈞：〈王龍溪的本體論與工夫論[]〉。
- 錢明：〈浙中王学的兴衰——以钱德洪、王畿关系为主线 （页面存档备份，存于）〉。
- 錢明：〈王畿思想在日本的受用與評價 （页面存档备份，存于）〉。